# Ібрагімов Магомед Абдулмумінович
Магомед Абдулмумінович Ібрагімов (рос. Магомед Абдулмуминович Ибрагимов; нар. 18 серпня 1983, селище Гунух, Чародинський район, Дагестанська АРСР, РРФСР, СРСР) — російський та узбецький борець вільного стилю, чемпіон та срібний призер чемпіонатів Азії, бронзовий призер Азійських ігор, срібний призер Олімпійських ігор.

## Життєпис
Вільною боротьбою почав займатися в 1990 році під керівництвом тренера Анвара Абдулайовича Магомедгаджієва. Вихованець спортивної школи імені Г. Гамідова, місто Махачкала. Виступав за збірну Росії у віковій групі кадетів. У її складі виступив на чемпіонаті світу 1999 року і на чемпіонаті Європи 2000 року, де здобув чемпіонський титул. З 2001 року почав виступи за юніорську збірну Узбекистану. У її складі став срібним призером чемпіонату світу 2001 року та чемпіоном світу 2003 року. Того ж, 2001 року почав виступати і за першу збірну Узбекистану, дебютувавши на чемпіонаті світу, де посів дев'яте місце.
Найуспішнішим у спортивній кар'єрі Магомеда Ібрагімова став 204 рік. Спочатку у квітні він став чемпіоном Азії в Тегерані, а у серпні здобув срібну олімпійську нагороду на літніх Олімпійських іграх 2004 року в Афінах. У фіналі він з рахунком 1-4 поступився представнику Росії Хаджимурату Гацалову.
Вболівальники, буває, плутають цього спортсмена з його тезкою Магомедом Ібрагімовим, який теж народився в Чародинському районі Дагестану і виступав за збірну Узбекистану з вільної боротьби, завоювавши для неї бронзову медаль на літніх Олімпійських іграх 2016 року.
Виступав за спортивне товариство «Динамо», Ташкент. Тренери — Анвар Гадшиєв, Мамур Рузієв.
У 1999 році закінчив школу № 18 міста Махачкали. У 2004 році закінчив юридичний факультет Дагестанського державного університету.

## Спортивні результати на міжнародних змаганнях

### Виступи на Олімпіадах
| Змагання                    | Збірна     | Вагова категорія          | Місце  |
| --------------------------- | ---------- | ------------------------- | ------ |
| Літні Олімпійські ігри 2004 | Узбекистан | вільна боротьба, до 96 кг | Срібло |

### Виступи на Чемпіонатах світу
| Змагання                        | Збірна     | Вагова категорія          | Місце |
| ------------------------------- | ---------- | ------------------------- | ----- |
| Чемпіонат світу з боротьби 2001 | Узбекистан | вільна боротьба, до 97 кг | 9     |
| Чемпіонат світу з боротьби 2002 | Узбекистан | вільна боротьба, до 96 кг | 16    |
| Чемпіонат світу з боротьби 2003 | Узбекистан | вільна боротьба, до 96 кг | 30    |

### Виступи на Чемпіонатах Азії
| Змагання                       | Збірна     | Вагова категорія          | Місце  |
| ------------------------------ | ---------- | ------------------------- | ------ |
| Чемпіонат Азії з боротьби 2003 | Узбекистан | вільна боротьба, до 96 кг | Срібло |
| Чемпіонат Азії з боротьби 2004 | Узбекистан | вільна боротьба, до 96 кг | Золото |

### Виступи на Азійських іграх
| Змагання           | Збірна     | Вагова категорія          | Місце  |
| ------------------ | ---------- | ------------------------- | ------ |
| Азійські ігри 2002 | Узбекистан | вільна боротьба, до 96 кг | Бронза |

### Виступи на Кубках світу
| Змагання                    | Збірна     | Вагова категорія          | Місце |
| --------------------------- | ---------- | ------------------------- | ----- |
| Кубок світу з боротьби 2007 | Узбекистан | вільна боротьба, до 96 кг | 5     |

### Виступи на інших змаганнях
| Змагання                                                         | Збірна     | Вагова категорія          | Місце  |
| ---------------------------------------------------------------- | ---------- | ------------------------- | ------ |
| Олімпійський кваліфікаційний турнір з боротьби 2004 (Братислава) | Узбекистан | вільна боротьба, до 96 кг | Золото |

### Виступи на змаганнях молодших вікових груп
| Змагання                                       | Збірна     | Вагова категорія           | Місце  |
| ---------------------------------------------- | ---------- | -------------------------- | ------ |
| Чемпіонат світу з боротьби серед кадетів 1999  | Росія      | вільна боротьба, до 85 кг  | 6      |
| Чемпіонат Європи з боротьби серед кадетів 2000 | Росія      | вільна боротьба, до 100 кг | Золото |
| Чемпіонат світу з боротьби серед юніорів 2001  | Узбекистан | вільна боротьба, до 97 кг  | Срібло |
| Чемпіонат світу з боротьби серед юніорів 2003  | Узбекистан | вільна боротьба, до 96 кг  | Золото |